# Lee Patrick
Pour les articles homonymes, voir Patrick.

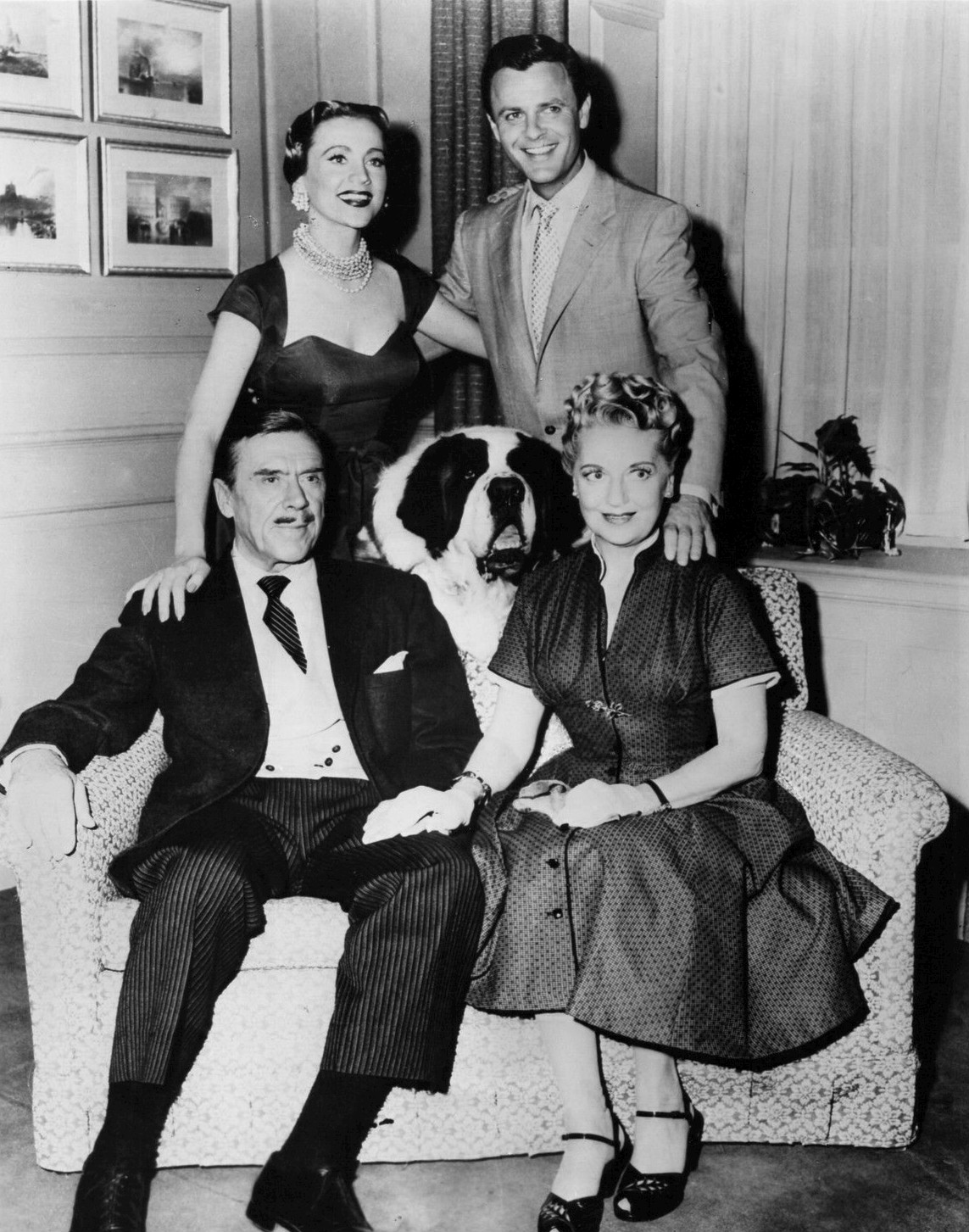
Anne Jeffreys, Robert Sterling (debout),
Leo G. Carroll et Lee Patrick (assis),
dans Topper (1953, photo promotionnelle)

Lee Patrick est une actrice américaine, de son nom complet Lee Salome Patrick, née le 22 novembre 1901 à New York (État de New York), morte d'une crise cardiaque le 21 novembre 1982 à Laguna Beach (Californie).

## Biographie
Au théâtre, Lee Patrick débute à Broadway (New York) en 1924 — si l'on excepte sa participation comme choriste à une comédie musicale de Jerome Kern, en 1922-1923 —. Jusqu'en 1939, elle joue sur les planches new-yorkaises dans vingt-quatre pièces. Citons June Moon (en) de George S. Kaufman et Ring Lardner, créée en 1929 (aux côtés du futur réalisateur Norman Foster), qu'elle reprend en 1933.
Au cinéma, elle contribue à soixante-dix films américains, le premier en 1929, les soixante-huit suivants de 1937 à 1964, le dernier en 1975. Un de ses rôles les plus connus est celui d’Effie Perine, la secrétaire du détective Sam Spade (Humphrey Bogart), dans Le Faucon maltais de John Huston — elle tourne un second film avec le réalisateur l'année suivante (1942), L'amour n'est pas en jeu —. Notons qu'elle reprend ce rôle pour son ultime apparition sur grand écran en 1975, à l'occasion d'une "suite" du Faucon maltais, The Black Bird (en) de David Giler, avec Elisha Cook Jr. (retrouvant lui le personnage de Wilmer Cook qu'il interprétait dans le film d'Huston), d'abord son partenaire à Broadway en 1931, dans la pièce Privilege Car.
À la télévision, entre 1949 et 1965, Lee Patrick participe à trente-trois séries, ainsi qu'à un téléfilm (en 1953). Mentionnons son rôle récurrent d’Henrietta Topper, aux côtés de Leo G. Carroll (Cosmo Topper), dans la série Topper, diffusée de 1953 à 1955.

## Théâtre (à Broadway)
Pièces, sauf mention contraire
- 1922-1923 : The Bunch and Judy, comédie musicale, musique de Jerome Kern, lyrics d'Anne Caldwell, livret d'Anne Caldwell et Hugh Ford, avec Adele et Fred Astaire, Philip Tonge
- 1924 : The Green Beetle de John Willard, avec Blanche Friderici
- 1925 : The Undercurrent de William H. McMasters, avec Harry Beresford
- 1925 : The Backslapper de Paul Dickey et Mann Page, avec Charles Trowbridge
- 1925 : Bachelors' Brides de Charles Horace Malcolm, avec Walter Kingsford
- 1925 : It all depends de Kate MacLaurin, mise en scène de John Cromwell, avec Katharine Alexander, Charles Trowbridge
- 1925 : A Kiss in a Taxi de Clifford Grey, d'après Maurice Hennequin et Pierre Veber, avec Arthur Byron, Claudette Colbert, Edward Rigby, John Williams
- 1926 : The Shelf de Dorrance Davis, avec Arthur Byron, Donald Meek, Jessie Ralph, Thelma Ritter
- 1927 : Baby Mine de Margaret Mayo, avec Roscoe "Fatty" Arbuckle, Humphrey Bogart
- 1927 : Au premier de ces messieurs (The Matrimonial Bed) d'André Mouëzy-Éon et Yves Mirande, adaptation de Seymour Hicks, avec Clay Clement, Vivien Oakland
- 1927-1928 : Nightstick de John Wray, J. C. Nugent, Elliott Nugent et Elaine Sterne Carrington, avec Victor Kilian, Thomas Mitchell
- 1928 : The Common Sin de (et mise en scène et produite par) Willard Mack, avec Thurston Hall, Frederick Worlock
- 1929-1930 : June Moon de George S. Kaufman et Ring Lardner, mise en scène de George S. Kaufman, avec Jean Dixon, Norman Foster
- 1930 : Room of Dreams d'Ernest Raoul Weiss
- 1931 : Privilege Car d'Edward J. Foran et Willard Keefe, avec Elisha Cook Jr.
- 1931 : Friendship de (et produite par) George M. Cohan, avec Minor Watson, George M. Cohan
- 1931 : Les Quatre Filles du docteur March (Little Women), adaptation de Marian de Forest, d'après le roman éponyme de Louisa May Alcott, avec Jessie Royce Landis
- 1932 : Blessed Event de Manuel Seff et Forrest Wilson, avec Jean Adair, Isabel Jewell, Herman J. Mankiewicz
- 1932 : The Girl Outside de John King Hodges et Samuel Merwin, avec Charles Richman
- 1933 : June Moon pré-citée, reprise
- 1933 : Shooting Star de Noel Pierce et Bernard C. Schoenfeld, avec Walter Baldwin, Henry O'Neill, Cora Witherspoon
- 1934-1935 : Slighty Delirious de Bernard J. McOwen et Robert F. Adkins
- 1935 : Knock on Wood d'Allen Rivkin, avec Albert Dekker
- 1935 : Abide with me de Clare Boothe Brokaw, avec Maria Ouspenskaya
- 1936-1937 : Stage Door d'Edna Ferber et George S. Kaufman, mise en scène de George S. Kaufman, avec Tom Ewell, Margaret Sullavan
- 1938-1939 : Michael drops In de William Du Bois, avec Arlene Francis

## Filmographie partielle

### Au cinéma
- 1937 : Café frontière (en) (Border Cafe) de Lew Landers
- 1938 : Musique pour madame (Music for Madame) de John G. Blystone
- 1938 : Nuits de bal (The Sisters) d'Anatole Litvak
- 1938 : Night Spot  de Christy Cabanne
- 1938 : Derrière les grands murs (Condemned Women) de Lew Landers
- 1939 : En surveillance spéciale (Invisible Stripes de Lloyd Bacon
- 1939 : Le Petit Pêcheur de San Francisco  (Fisherman's Wharf) de Bernard Vorhaus
- 1940 : L'Étoile d'Afrique (South of Suez) de Lewis Seiler
- 1940 : Ville conquise (City for Conquest) d'Anatole Litvak
- 1940 : Saturday's Children de Vincent Sherman
- 1941 : Honeymoon for Three de Lloyd Bacon
- 1941 : Million Dollar Baby de Curtis Bernhardt
- 1941 : The Smiling Ghost de Lewis Seiler
- 1941 : Le Faucon maltais (The Maltese Falcon) de John Huston
- 1941 : Des pas dans la nuit (Footsteps in the Dark) de Lloyd Bacon
- 1942 : Une femme cherche son destin (Now, Voyager) d'Irving Rapper
- 1942 : La Maison de mes rêves (George Washington slept Here) de William Keighley
- 1942 : Une nuit inoubliable (A Night to Remember) de Richard Wallace
- 1942 : Je te retrouverai (Somewhere I'll find you) de Wesley Ruggles
- 1942 : L'amour n'est pas en jeu (In This Our Life) de John Huston
- 1943 : Les Rois de la blague (Jitterbugs) de Malcolm St. Clair
- 1944 : Madame Parkington (Mrs. Parkington) de Tay Garnett
- 1944 : Faces in the Fog de John English
- 1945 : Règlement de comptes (Keep your Powder Dry) d'Edward Buzzell
- 1945 : Voyez mon avocat (See my Lawyer) d'Edward F. Cline
- 1945 : Le Roman de Mildred Pierce (Mildred Pierce) de Michael Curtiz
- 1946 : Wake Up and Dream de Lloyd Bacon
- 1946 : Strange Journey de James Tinling
- 1947 : Maman était new-look (Mother Wore Tights), de Walter Lang
- 1948 : La Fosse aux serpents (The Snake Pit) d'Anatole Litvak
- 1948 : Inner Sanctum de Lew Landers
- 1949 :  Face au châtiment (The Doolins of Oklahoma) de Gordon Douglas
- 1950 : Femmes en cage (Caged) de John Cromwell
- 1950 : Haines (The Lawless) de Joseph Losey
- 1950 : En plein cirage (The Fuller Brush Girl) de Lloyd Bacon
- 1951 : Les Amants du crime (Tomorrow is Another Day) de Felix E. Feist
- 1953 : Take Me to Town de Douglas Sirk
- 1954 : La Joyeuse Parade (There's no Business like Show Business) de Walter Lang
- 1958 : Sueurs froides (Vertigo) d'Alfred Hitchcock
- 1958 : Ma tante (Auntie Mame) de Morton DaCosta
- 1959 : Confidences sur l'oreiller (Pillow Talk) de Gordon Douglas
- 1960 : Mince de planète (Visits to a Small Planet) de Norman Taurog
- 1961 : Aimez-vous Brahms... (Goodbye Again) d'Anatole Litvak
- 1961 : Été et Fumées (Summer and Smoke) de Peter Glenville
- 1962 : Citoyen de nulle part (A Girl named Tamiko) de John Sturges
- 1963 : Le Divan de l'infidélité (Wives and Lovers) de John Rich
- 1964 : Le Cirque du docteur Lao (7 Faces of Dr. Lao) de George Pal
- 1964 : Les Nouveaux Internes (The New Interns) de John Rich
- 1975 : The Black Bird de David Giler

### À la télévision
Séries, sauf mention contraire
- 1953 : The Backbone of America, téléfilm de Marc Daniels
- 1953-1955 : Topper, Saisons 1 et 2, trente-neuf épisodes : rôle d’Henrietta Topper
- 1959 : La Grande Caravane (Wagon Train), Saison 2, épisode 37 The Steele Family de Christian Nyby
- 1960 : Première série Les Incorruptibles (The Untouchables), Saison 2, épisode 2 Pigeon d'argile (Clay Pigeon : The Jack 'Legs' Diamond Story)
- 1962 : Ombres sur le soleil (Follow the Sun), Saison 1, épisode 17 Chicago Style et épisode 29 Run, Clown, Run de Jus Addiss
- 1962 : Aventures dans les îles (Adventures in Paradise), Saison 3, épisode 25 Le Petit Passager (The Baby Sitters) de Richard L. Bare
- 1962 : L'Homme à la carabine (The Riffleman), Saison 4, épisode 27 Guilty Conscience de Richard Donner
- 1965 : Adèle (Hazel), Saison 5, épisode 13 Noblesse Oblige de Charles Barton